# Руссо, Марио
Марио Антонио Руссо (исп. Mario Antonio Russo; род. 1 апреля 1967, Катриель, Хенераль-Рока, Рио-Негро, Аргентина) — аргентинский кардиолог, политический и государственный деятель, министр здравоохранения (2023—2024).

## Биография
Родился 1 апреля 1967 года в городе Катриель, департамент Хенераль-Рока, провинция Рио-Негро, Аргентина.
Окончил местные начальную и среднюю школы, после чего переехал в столицу, где получил степень в области кардиологии на медицинском факультете Университета Буэнос-Айреса. Он также посещал образовательные программы в области экономики и управления здравоохранением в Университете Аустраль и Технологическом институте Буэнос-Айреса.
Свою медицинскую карьеру Руссо начал в 1990 году, а в 2001 году возглавил кардиологическую службу в местной больнице. В 2009 году он был назначен секретарём по вопросам здравоохранения в столичном районе Сан-Мигель, а позднее был назначен заместителем министра здравоохранения провинции Буэнос-Айрес.
10 декабря 2023 года Руссо получил портфель министра здравоохранения в правительстве Хавьера Милея, а 27 сентября 2024 года он объявил о своей отставке с поста главы ведомства.